# Zhou Hongzhuan
Pour les articles homonymes, voir Zhou.
Dans ce nom chinois, le nom de famille, Zhou, précède le nom personnel.
Zhou Hongzhuan (chinois : 周洪转, pinyin : Zhōu Hóngzhuǎn; née le 12 décembre 1988 à Cangzhou) est une athlète handisport chinoise, spécialiste du sprint et du demi-fond dans la catégorie T53.

## Biographie
Elle contracte la polio à l'âge de 3 ans lui faisant perdre l'usage de ses jambes. Elle commence l'athlétisme handisport en 2004, à l'âge de 16 ans.
Lors des Jeux paralympiques d'été de 2008, elle gagne sa première grande médaille internationale avec la médaille d'or du 800 m T53 en 1 min 57 s 25. Elle prend l'argent sur le 400 m T53 en 55 s 28 et le bronze sur le 200 m T53 en 30 s 15. Quatre ans plus tard, aux Jeux paralympiques d'été de 2012 à Londres, elle remporte le 400 m T53 en 55 s 47 et le 800 m T53 en 1 min 52 s 85, l'argent en 100 m T53 en 16 s 90 et le bronze au 200 m T53 en 29 s 40.
Aux Championnats du monde d'athlétisme handisport 2013 à Lyon, elle remporte le 800 m T53 en 1 min 53 s 65. En 2015, aux Championnats du monde d'athlétisme handisport à Doha, elle remporte l'or en 400 m T53 et 800 m T53 et le bronze en 100 m T53,.
Lors des Jeux paralympiques d'été de 2016, elle bat le record du monde du 800 m T53 en 1 min 47 s 43 et décroche la médaille d'or devant l'Australienne Madison de Rozario et l'Américaine Shirley Reilly (en). Elle bat l'ancien record de l'Australienne Angela Ballard de 3 centième de secondes. Quelques jours plus tard, elle bat également le record du monde du 400 m T53 en 54 s 43 et rafle l'or. L'ancien record détenu par Angela Ballard était de 54 s 69. Elle remporte aussi l'or au 4 x 400 m T53 et l'argent en 100 m T53.
En 2017, aux Championnats du monde handisport de Londres, elle rafle trois médailles : l'or en 400 m et 800 m T53 et le bronze en 100 m T53 comme en 2015 à Doha.